# Bahnstrecke Pontorson–Mont-Saint-Michel
| Pontorson–Mont-Saint-Michel                                                                                      | Pontorson–Mont-Saint-Michel |
| --- | --------------------------- |
| Zug der Compagnie des chemins de fer de l’Ouest mit einer Lok der Bauart 120T auf dem Damm zum Mont-Saint-Michel |                             |
| Spurweite: | 1435 mm (Normalspur)        |
| |                             |

Die Bahnstrecke Pontorson–Mont-Saint-Michel war eine regelspurige Eisenbahnstrecke im französischen Département Manche in der Normandie.
Die Bahn existierte von 1901 bis 1938 und wurde nacheinander von zwei Bahngesellschaften betrieben. Sie diente vornehmlich der Beförderung von Touristen und Pilgern zur Insel Mont-Saint-Michel mit der dortigen Abtei. Die im Wattenmeer gelegene Insel war seit 1897 durch einen Damm, auf dem die Gleise verlegt waren, mit dem Festland verbunden.
Ausgangspunkt der Bahn war der Bahnhof Pontorson an der regelspurigen Bahnstrecke Lison–Lamballe.

## Vorgeschichte
Am 1. Oktober 1872 wurde von der Compagnie des chemins de fer de Vitré à Fougères eine regelspurige Bahnstrecke von Fougères über Pontorson nach Moidrey eröffnet, die vier Jahre später bis La Caserne nahe dem Mont-Saint-Michel verlängert wurde. 1882 wurde die Bahngesellschaft vom Staat aufgekauft, der den Betrieb 1883 der Compagnie des chemins de fer de l’Ouest (Ouest) übertrug. Bereits 1886 war der letzte Zug auf der Strecke unterwegs, die in zwei Etappen 1897 und 1905 endgültig stillgelegt wurde.

## Geschichte

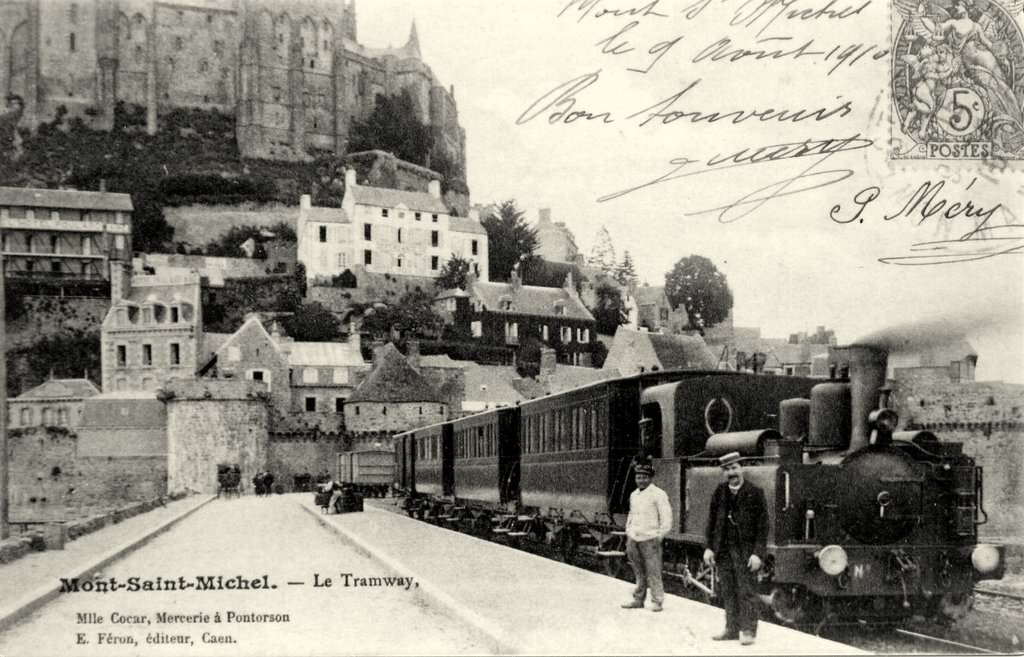
Zug der TN mit 030T-Lokomotive von Corpet-Louvet und Plattformwagen im Bahnhof Mont-Saint-Michel, um 1910

Um Pilgern und Touristen den Zugang zur Insel zu erleichtern, beschloss der Generalrat des Départements, vom Bahnhof Pontorson an der 1878 eröffneten Strecke Lison–Lamballe aus erneut eine Bahn zu bauen. Die für den Bahnbau erforderliche Déclaration d’utilité publique wurde am 4. Oktober 1899 veröffentlicht. Am folgenden 8. September erhielten François Baërt und die Brüder Paul und Edmond Beldant, Bauunternehmer aus Le Mans, die Genehmigung für den Bau der Strecke. Das Lastenheft sah vor, zunächst hauptsächlich die Trasse der ehemaligen Bahn, im weiteren Verlauf den Treidelpfad am Couesnon und schließlich den 1878–79 gebauten Damm zur Insel zu nutzen.
Die drei Unternehmer gründeten die Compagnie des tramways normands (TN) und bauten eine 10 km lange, wiederum regelspurige Strecke mit den Zwischenhalten Moidrey und Beauvoir. Sie verpflichteten sich, zwischen dem 1. Juni und dem 1. Oktober mindestens fünf, außerhalb dieser Zeit mindestens drei tägliche Zugpaare anzubieten.
Am 8. September 1901 wurde die Bahn eröffnet. In der Hochsaison verkehrten bis zu sechs tägliche Zugpaare, hinzu kamen Sonderzüge für Pilger. Bei Bedarf verkehrten Güterzüge, zum Beispiel zur Versorgung der Insel mit Kohlen. Der Verkehr endete vorerst am 2. August 1914, dem Vorabend des Ersten Weltkriegs. Am 1. August 1915 wurde er, nun durch die staatlichen Chemins de fer de l’État (ETAT), wiederaufgenommen. Der neue Betreiber stellte auch die Fahrzeuge und das Personal.
In den 1930er Jahren wurde die Konkurrenz auf der Straße durch Omnibusse und Autos immer stärker. Die Bahnlinie gerät dadurch ins Defizit, auch aufgrund des ungleich starken Verkehrs zwischen Sommer- und Wintersaison. In der Sommersaison 1938 wurde eine direkte Verbindung zwischen Granville und Mont-Saint-Michel per Triebwagen in Betrieb genommen und Drehgestellwagen eingesetzt. Durch den Verzicht auf unwirtschaftliche Dampfloks und bequeme Wagen sollten Wirtschaftlichkeit und Attraktivität der Strecke gesteigert werden. Der Versuch blieb ohne den gewünschten Erfolg.
1938 legte der Generalrat die Strecke still, die endgültige Verkehrseinstellung erfolgte jedoch erst im Jahr 1939. 1944 wurden die Gleise von der deutschen Besatzungsmacht abgebaut. In den ersten Jahren nach dem Krieg existierte ein vager Plan, die Strecke wieder in Betrieb zu nehmen, welcher aber nicht umgesetzt wurde. Die offizielle Stilllegung der Strecke erfolgte vermutlich am 26. Juli 1949.

## Strecke

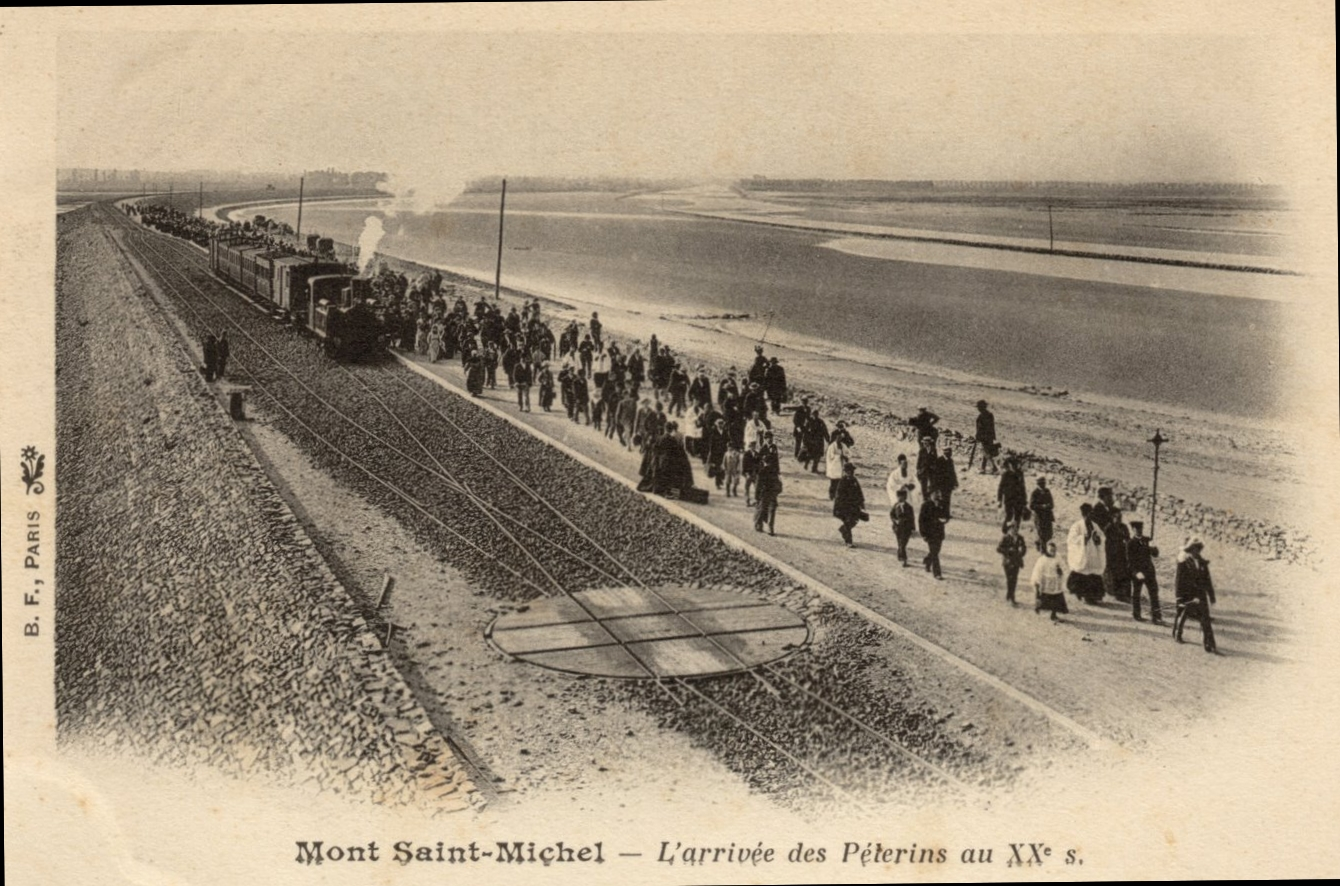
Endbahnhof Mont-Saint-Michel, über die Drehscheibe wurde das Stumpfgleis erreicht

Ausgangspunkt der Strecke war der Bahnhof Pontorson an der Strecke Lison–Lamballe, der auf seiner Südseite für die Kleinbahn ein Bahnsteiggleis aufwies. Von dort führte sie auf der Trasse einer nach 1880 gebauten Verbindung zur ehemaligen Bahn nach La Caserne zu deren einstigem Bahnhof Pontorson, auf dessen Gelände ein kleines Betriebswerk entstand. Nach einer im Gefälle liegenden engen Kurve mit einem Radius von nur 150 m, die die Länge der Züge beschränkte, unterquerte sie nahezu rechtwinklig die Hauptbahn. Sie folgte der alten Trasse nordwärts über Pontorson-Ville, Moidrey und Beauvoir bis La Caserne und verlief dann auf dem 2 km langen, aus diesem Grund verbreiterten Damm bis zum Mont-Saint-Michel. Auf ihm lag der zweigleisige Endbahnhof mit einer Drehscheibe zum Wenden der Lokomotiven. Ein Stumpfgleis, das über die Drehscheibe befahren wurde, reichte bis unmittelbar an das um 1435 errichtete Stadttor Porte du Roi, den einzigen Zugang zum Inneren der Insel.

## Fahrzeuge
Ursprünglich waren zwei Tenderlokomotiven mit der Achsfolge C (030T) vorhanden, die bei Corpet-Louvet gebaut worden waren. Gebraucht kam eine ähnliche Maschine hinzu, die von der Strecke Valognes–Saint-Vaast-la-Hougue der Compagnie de chemins de fer départementaux (CFD) stammte. Die fünf Personenwagen waren zweiachsig mit offenen Plattformen, darunter ein Wagen der 1. Wagenklasse, ein Wagen der 1. und 2. Klasse und drei der 3. Klasse. Ein Packwagen, zwei gedeckte Güterwagen und vier Flachwagen vervollständigten den Fahrzeugpark.
Von der Ouest kamen zur Verstärkung bei Bedarf zusätzliche Fahrzeuge: Tenderloks der Achsfolgen C und 1'B (120T) und zweiachsige Personenwagen in Abteilbauform mit seitlichen Einstiegstüren. Mit den 1934 und 1935 bei SCF Verney gebauten SCF-1 und SCF-2 kamen auch Triebwagen auf die Strecke.

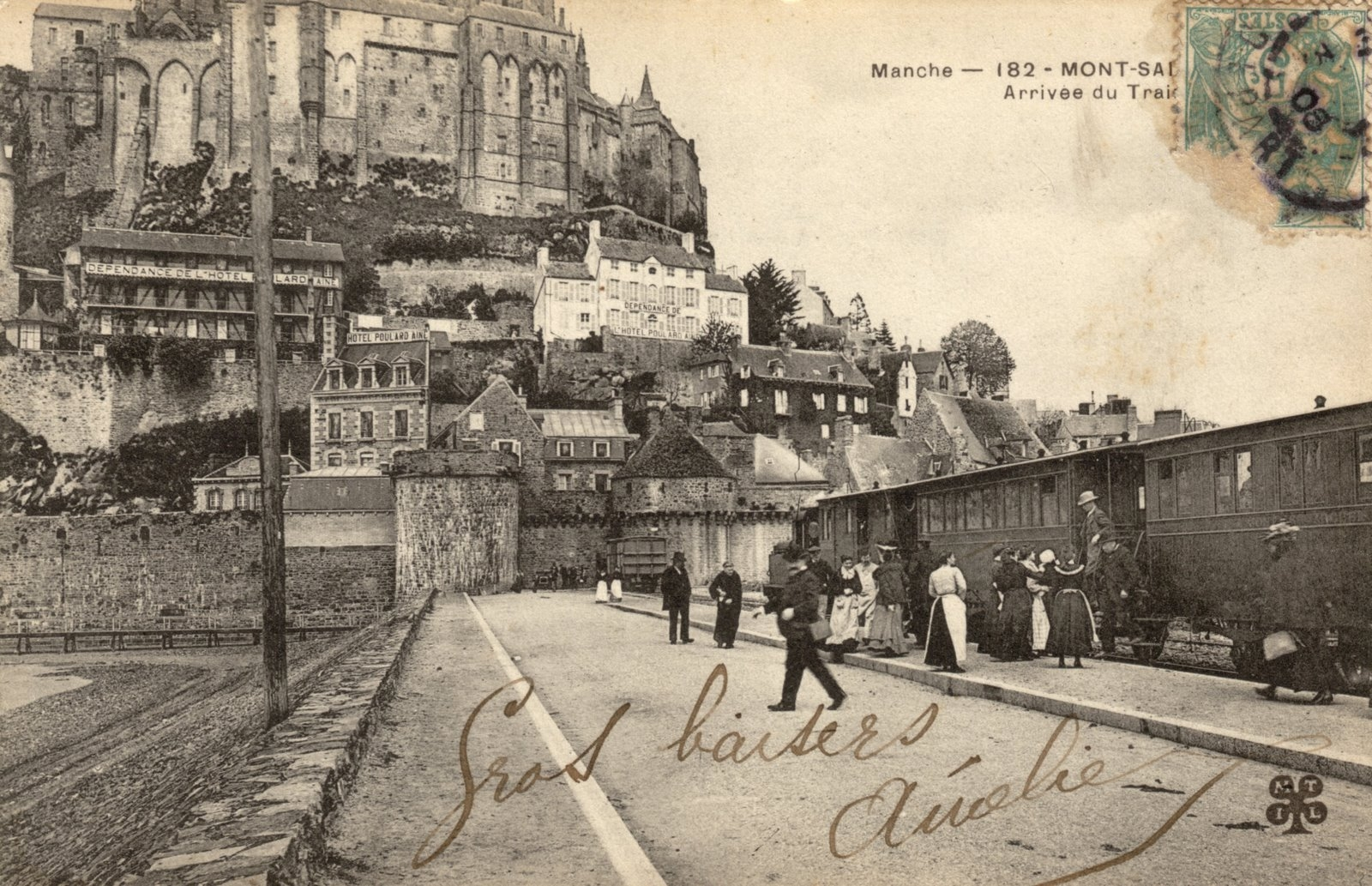
Endbahnhof Mont-Saint-Michel mit Packwagen vor dem Stadttor
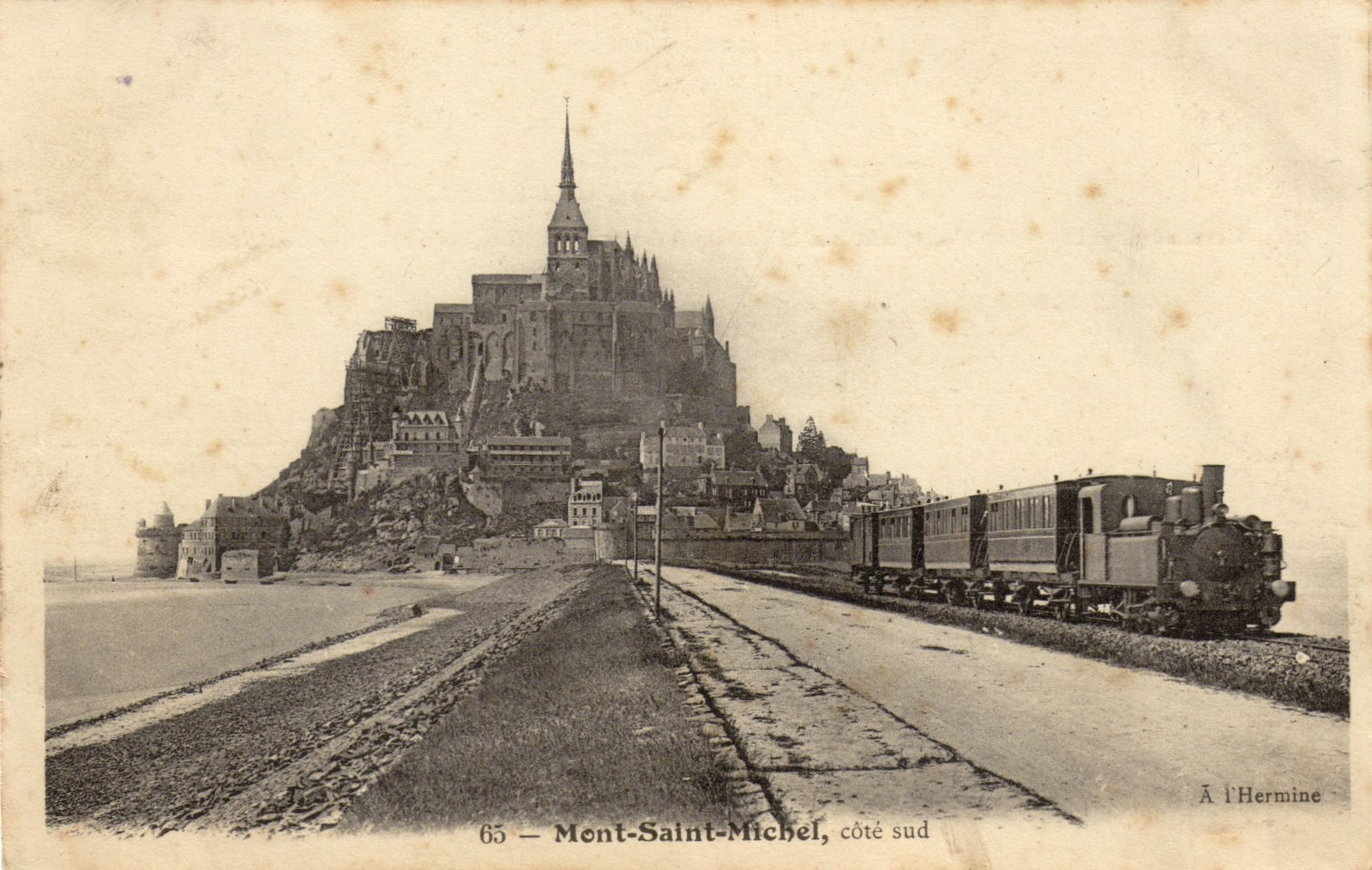
Mont-Saint-Michel mit nach Pontorson abfahrendem Zug
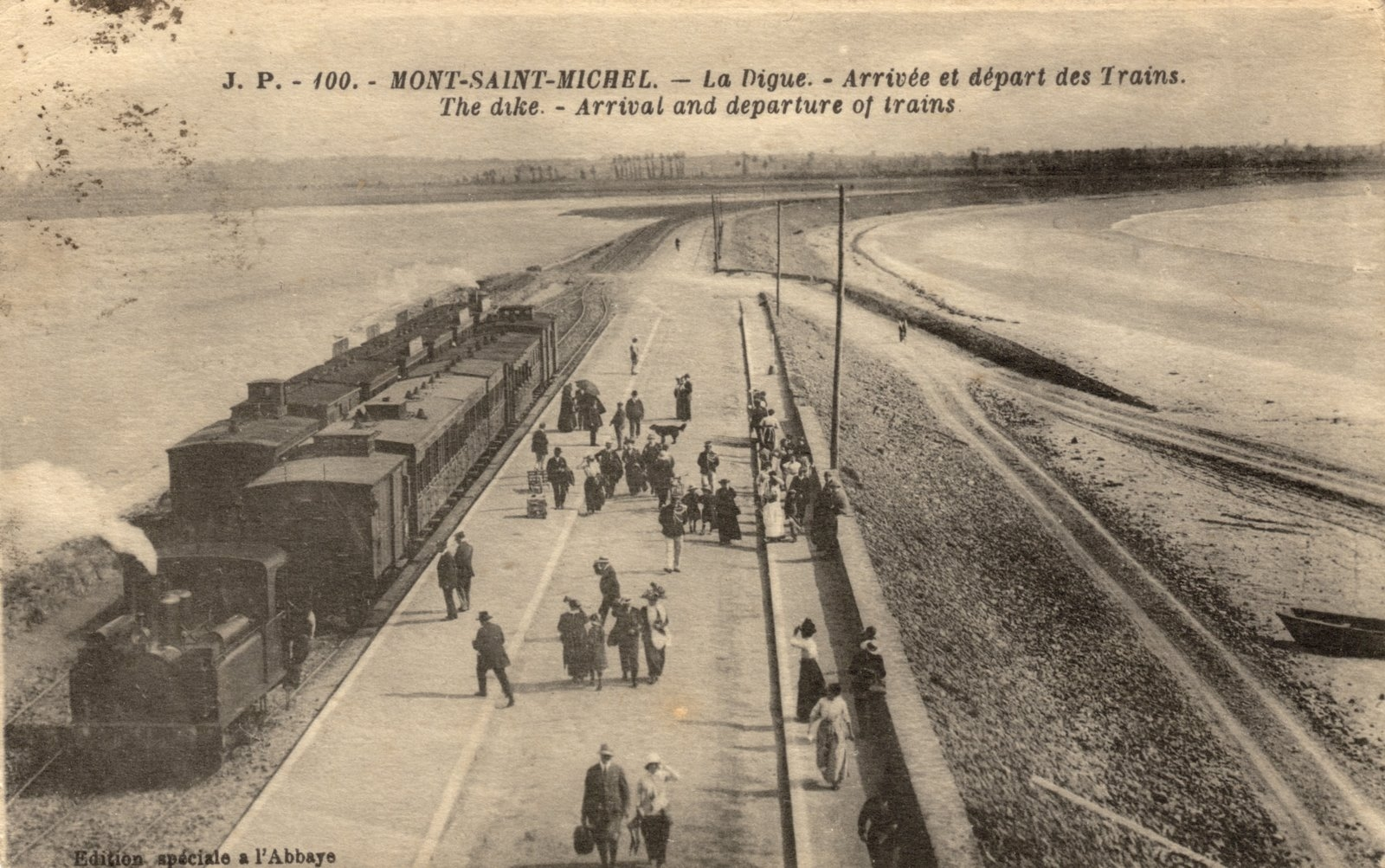
Zwei Züge mit von der Ouest stammenden Abteilwagen mit seitlichen Einstiegstüren und Packwagen
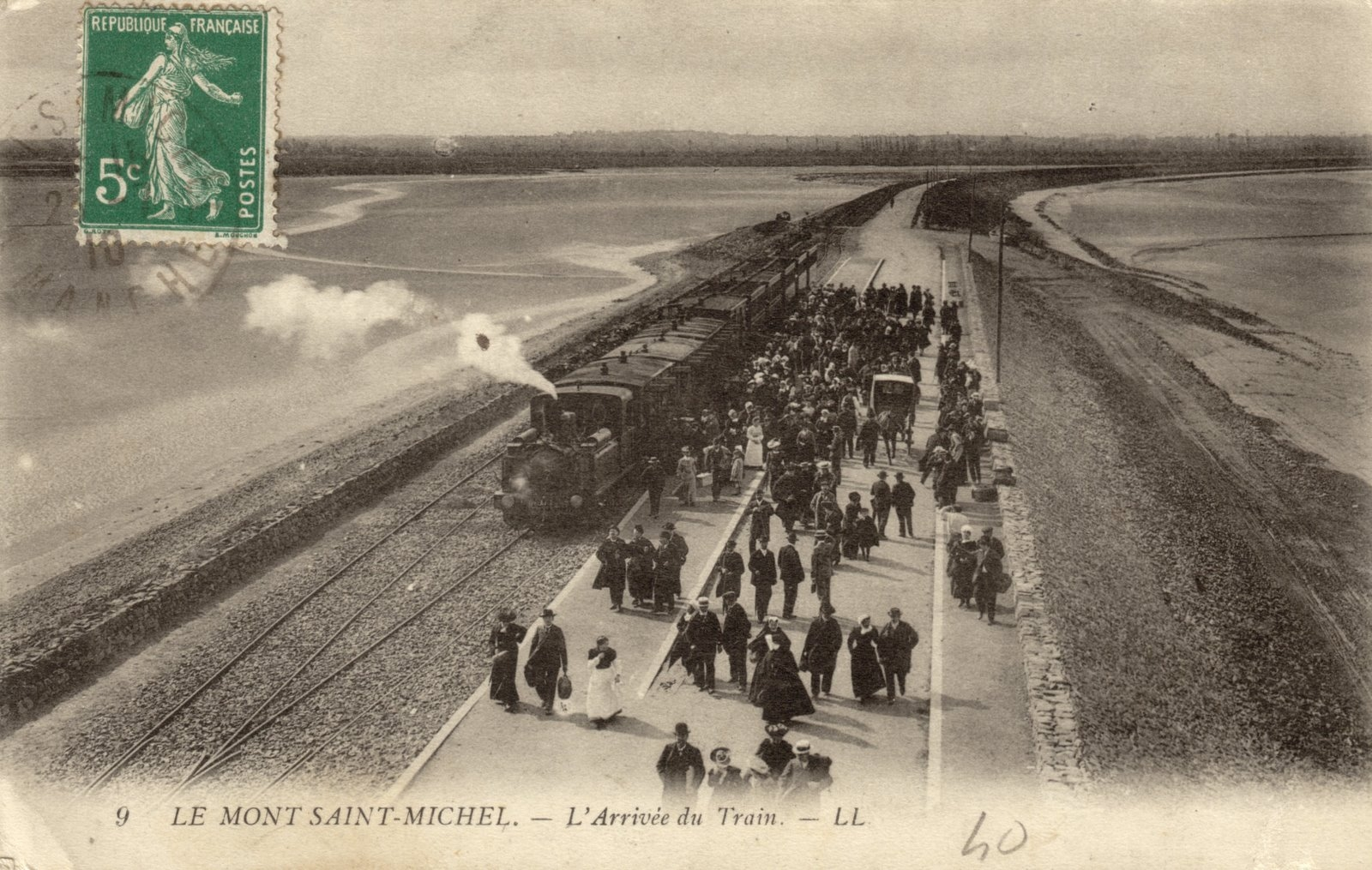
Zug mit Personenwagen verschiedener Bauarten